# Austrodecus excelsum
Austrodecus excelsum är en havsspindelart som beskrevs av Stock, J.H. 1991. Austrodecus excelsum ingår i släktet Austrodecus och familjen Austrodecidae. Inga underarter finns listade.